# I-CON Award
Die I-CON Awards sind eine Gruppe von Literaturpreisen, der seit 1985 bei der I-CON-Convention für Werke aus dem Bereich der Science-Fiction verliehen wurden. Seit 2006 wurde der Preis nicht mehr verliehen.

## Raymond Z. Gallun Award
1985 als I-CON Lifetime Achievement Award erstmals an Raymond Z. Gallun verliehen, ab 1987 zu seinen Ehren umbenannt und bis 2006 für hervorragende Beiträge zur Science-Fiction verliehen.
- 1985 Raymond Z. Gallun
- 1987 Donald A. Wollheim
- 1988 Lloyd Arthur Eshbach
- 1989 Hal Clement
- 1990 Sam Moskowitz
- 1991 David A. Kyle
- 1992 Robert Sheckley
- 1993 L. Sprague de Camp & Catherine Crook de Camp
- 1994 Conrad Ruppert
- 1995 Forrest J Ackerman
- 1996 Damon Knight & Kate Wilhelm
- 1997 Julius Schwartz & Harlan Ellison
- 1998 Frederik Pohl
- 1999 Carol Emshwiller
- 2000 Algis Budrys
- 2001 Arthur C. Clarke
- 2002 Ron Goulart
- 2005 Ben Bova
- 2006 Tom Doherty

## Sam Moskowitz Award
Der Preis wurde von 1998 bis 2002 für bemerkenswerte Beiträge für das SF/Fantasy/Horror-Fandom verliehen. Der Name des Preises ehrt das Andenken des 1997 verstorbenen SF-Autors Sam Moskowitz.
- 1998 John L. Coker III
- 1999 David A. Kyle
- 2000 James Gunn
- 2001 Hal Clement
- 2002 Charles N. Brown

## ICONosphere Award
Der ICONosphere Award wurde nur zweimal für „Excellence in Behind-the-Scenes work in Science Fiction“ verliehen.
- 2000 Flat Earth Productions
- 2001 Ray Harryhausen